# Vernioz
Vernioz és un municipi francès situat al departament de la Isèra i a la regió d'Alvèrnia-Roine-Alps. L'any 2007 tenia 1.097 habitants.

## Demografia

### Població
El 2007 la població de fet de Vernioz era de 1.097 persones. Hi havia 412 famílies de les quals 78 eren unipersonals (41 homes vivint sols i 37 dones vivint soles), 141 parelles sense fills, 186 parelles amb fills i 7 famílies monoparentals amb fills.
La població ha evolucionat segons el següent gràfic:
Habitants censats

### Habitatges
El 2007 hi havia 444 habitatges, 416 eren l'habitatge principal de la família, 14 eren segones residències i 15 estaven desocupats. 415 eren cases i 29 eren apartaments. Dels 416 habitatges principals, 365 estaven ocupats pels seus propietaris, 47 estaven llogats i ocupats pels llogaters i 4 estaven cedits a títol gratuït; 1 tenia una cambra, 10 en tenien dues, 32 en tenien tres, 137 en tenien quatre i 236 en tenien cinc o més. 372 habitatges disposaven pel capbaix d'una plaça de pàrquing. A 145 habitatges hi havia un automòbil i a 256 n'hi havia dos o més.

### Piràmide de població
La piràmide de població per edats i sexe el 2009 era:
| Homes | Edats   | Dones |
| ----- | ------- | ----- |
| 0     | 95 o +  | 0     |
| 4     | 90 a 94 | 0     |
| 4     | 85 a 89 | 0     |
| 4     | 80 a 84 | 12    |
| 16    | 75 a 79 | 12    |
| 20    | 70 a 74 | 12    |
| 12    | 65 a 69 | 12    |
| 12    | 60 a 64 | 20    |
| 24    | 55 a 59 | 16    |
| 36    | 50 a 54 | 44    |
| 52    | 45 a 49 | 48    |
| 36    | 40 a 44 | 40    |
| 40    | 35 a 39 | 32    |
| 16    | 30 a 34 | 20    |
| 12    | 25 a 29 | 20    |
| 36    | 20 a 24 | 12    |
| 52    | 15 a 19 | 48    |
| 24    | 10 a 14 | 44    |
| 8     | 5 a 9   | 24    |
| 28    | 0 a 4   | 12    |

## Economia
El 2007 la població en edat de treballar era de 738 persones, 554 eren actives i 184 eren inactives. De les 554 persones actives 527 estaven ocupades (269 homes i 258 dones) i 27 estaven aturades (11 homes i 16 dones). De les 184 persones inactives 74 estaven jubilades, 55 estaven estudiant i 55 estaven classificades com a «altres inactius».

### Ingressos
El 2009 a Vernioz hi havia 444 unitats fiscals que integraven 1.205 persones, la mediana anual d'ingressos fiscals per persona era de 20.509 €.

### Activitats econòmiques
Dels 42 establiments que hi havia el 2007, 1 era d'una empresa alimentària, 1 d'una empresa de fabricació d'altres productes industrials, 12 d'empreses de construcció, 12 d'empreses de comerç i reparació d'automòbils, 1 d'una empresa de transport, 2 d'empreses d'hostatgeria i restauració, 6 d'empreses de serveis, 4 d'entitats de l'administració pública i 3 d'empreses classificades com a «altres activitats de serveis».
Dels 15 establiments de servei als particulars que hi havia el 2009, 1 era una oficina de correu, 2 tallers de reparació d'automòbils i de material agrícola, 1 paleta, 3 guixaires pintors, 1 fusteria, 4 lampisteries, 2 perruqueries i 1 saló de bellesa.
Dels 3 establiments comercials que hi havia el 2009, 1 era una fleca, 1 una carnisseria i 1 una floristeria.
L'any 2000 a Vernioz hi havia 19 explotacions agrícoles que ocupaven un total de 420 hectàrees.

## Equipaments sanitaris i escolars
El 2009 hi havia una escola elemental.

## Poblacions més properes
El següent diagrama mostra les poblacions més properes.